# فيحاء عبد الهادي
فيحاء عبد الهادي(1951- ) ولدت في مدينة نابلس، كاتبة وشاعرة ومستشارة بحثية وناشطة مجتمعية نسويه، ومحاضِرة  فلسطينية. وهي عضوة في المجلس الوطني الفلسطيني ، واعتقلها الاحتلال الإسرائيلي في عمر الـ16، وتعرضت للتعذيب ثم أُبعدت عام 1969 مع والدتها المناضلة عصام عبد الهادي أول رئيسة لاتحاد المرأة الفلسطينية  وهي المنسقة الإقليمية للمنظمة النسوية "نساء من أجل السلام عبر العالم". عملت كمستشارة بحثية لدى "اليونيسيف"، في مصر و"إدارة تخطيط وتطوير المرأة/ وزارة التخطيط والتعاون الدولي"، ومركز المرأة الفلسطينية للأبحاث والتوثيق/ اليونيسكو، في فلسطين. صدر لها أربعة عشرَ كتاباً، وعشرات الدراسات والمقالات المنشورة، بالعربية والإنجليزية.
وفي العام 1998 بدأت فيحاء عملها الممنهج في توثيق روايات تجارب النساء الفلسطينيات منذ الثلاثينيات وخلال النكبة وحتى منتصف الستينيات من القرن الماضي، بعد أن استقدمتها الأمم المتحدة ضمن مشروع استجلاب خبراء إلى فلسطين، وكانت تقيم في منفاها بالقاهرة واصلت فيحاء نشاطها مع مركز المرأة الفلسطينية للأبحاث والتوثيق التابع لليونسكو حتى عام 2012 بمساندة فريق بحثي.

## مؤلفاتها
- وعد الغد (دراسة في أدب غسان كنفاني) عمان، دار الكرمل 1987.
- نماذج المرأة البطل في الرواية الفلسطينية المعاصرة – دارسة – القاهرة 1997.
- هل يلتئم الشطران؟ – نصوص – عمان 1997.
- دراسات أديبة – تحت الطبع[3]

## انجازاتها
حصلت فيحاء على درجة الدكتوراه في الأدب العربي من جامعة القاهرة عام 1990، وخلال تلك الفترة نالت البكالوريوس في الفنون المسرحية أيضا، وعاشت في المنفى لمدة 27 عاما، وسمح لها بالعودة إلى فلسطين عام 1996 للمشاركة في جلسة للمجلس الوطني الفلسطيني، وهي عضوة فيه. وفي عام 1998 أسندت إليها مهمة توثيق المشاركة السياسية للمرأة الفلسطينية منذ الثلاثينيات بالاعتماد على ’’التأريخ الشفوي” بجمع روايات النساء الرياديات أو الروايات عنهن، وكان هذا بداية دخولها هذا المنهج البحثي.وأنهت كتابها الثاني أدوار المرأة من منتصف الستينيات وحتى بداية الثمانينيات عام 2012 ونشرعام 2015، وتمت ترجمته للغة الإنجليزية، وفيه نشرت أكثر من مئتي رواية لنساء ورجال قبل وبعد النكبة.
توجهت عبد الهادي لجمع الروايات كمشروع شخصي لها، فأسست مركز الرواة للدراسات والأبحاث عام 2012، وأصدرت باسمه كتاب "ذاكرة حية"، و"مرآة الذاكرة"، وفي هذه المرحلة اعتمدت بالبحث للوصول إلى أي فلسطيني كان قد عاش النكبة ورواية التهجير لندرة وجودهم بسبب وفاة أغلبيتهم.

## جوائز حصلت عليها
حازت على جائزة الدوحة للكتاب العربي بدورتها التأسيسية الأولى لعام 2024، لإسهامها في إثراء المكتبة العربية في العلوم الاجتماعية والإنسانية.